# Strobilanthes fauriei
Strobilanthes fauriei är en akantusväxtart som beskrevs av Raymond Benoist. Strobilanthes fauriei ingår i släktet Strobilanthes och familjen akantusväxter. Inga underarter finns listade i Catalogue of Life.